# Them Heavy People
‘Them Heavy People’은 잉글랜드의 싱어송라이터 케이트 부시의 노래로 1978년 EMI 레코드를 통해 발매한 데뷔 음반 “The Kick Inside”에 수록되어 있다. 일본에서 싱글로 발매되었으며 싱글 차트에서 3위를 기록하였다.
종교에 관한 이야기를 다루고 있으며, 예수와 구르디예프 외 많은 이의 가르침을 노래하고 있다. 자신이 아직 젊을 때 가능한 한 많이 배우고 싶다는 열망을 표현하고 있다.
인서트 뒷면에는 세이코의 로고가 있는데, 이는 부시의 유일한 광고이다. 부시는 해당 브랜드의 또한 일본에서 TV 및 지면 광고에도 출연하였다.
라이브로 녹음한 버전은 “On Stage EP”의 리드 트랙으로 수록되었고, 1979년 영국 싱글 차트에서 10위를 기록하였다. 네덜란드에서는 ‘Them Heavy People’이라는 이름으로 톱 40 차트에 이름을 올렸으며, A사이드로 나왔다. 1979년 17위를 달성하였다.
부시는 ‘Them Heavy People’의 공연을 미국에서의 새터데이 나이트 라이브와 영국에서 짧게 존재했던 프로그램 리볼버에서 하였다.

## 차트
| 차트 (1978–1979) | 최고 순위 |
| ---------------- | --------- |
| 영국 싱글 차트   | 10        |
| 더치 싱글 톱 100 | 17        |
| 더치 톱 40       | 21        |
| 일본 싱글 차트   | 3         |